# 장로제
장로제(長老制)는 노회자나 장로들의 집회 규칙에 의해 구체화된 교회 통치의 한 방법이다. 각 지역 교회는 보통 회기 또는 노회라고 불리는 선출된 장로들로 구성된 기구에 의해 운영되지만, 교회 이사회 같은 다른 용어가 적용될 수 있다. 지역 교회 집단은 노회 또는 계급으로 알려진 원로들의 더 높은 집회의 지배를 받는다. 장로회는 회합으로 묶을 수 있으며, 전국적인 장로회와 회합이 함께 하는 경우가 많다. 교회 예배 수행에 대한 책임은 교구 장로 또는 성찬의 목사로 알려진 목사 또는 목사에게 있다.
장로교 정치는 단일 주교(주교제)의 위계질서에 의한 지배의 거부로 발전했지만, 각 교인들이 독립하는 회중제 정치와도 다르다. 다른 두 가지 형태와 대조적으로 장로교 정치에서의 권위는 상층부(고위 집회는 제한적이지만 개별 집단에 대한 중요한 권한을 행사하므로, 노회만이 목사 서품을 하고 목사를 설치하며 교인의 이전을 시작, 폐쇄, 승인할 수 있다)와 하층부(예: 노회만이 목사 서품을 할 수 있다.예를 들어, 의장과 임원은 위에서 임명되지 않고 오히려 의회의 구성원 중에서 선출된다.) 이 통치 이론은 장 칼뱅 휘하의 제네바에서 발전하여 존 녹스가 제네바에서 망명 기간을 거쳐 스코틀랜드에 소개되었다. 프랑스·네덜란드·스위스·스코틀랜드의 종교개혁 운동, 개혁·장로교 교회와 밀접한 관련이 있다.

## 같이 보기
- 연방주의
- 장로교
- 미국 장로교역사연구소
- 가톨릭 백과사전
- 웨스트민스터 총회